# Abhang
Abhang, en langue marathe signifie littéralement « absolu », « éternel », « immuable », « immortel », « primordial ». Il s'agit d'une composition métrique très prisée des poètes du courant Varkari (en) (« les pèlerins ») depuis le XIIIe siècle. Ce type de chant est interprété lors de bhajan.

## Principes
Cette forme de versification, très différente du vers sanscrit, est inhérente à la langue marathe et à ses formes familières. Elle est extrêmement flexible et se compose de quatre strophes de trois vers de huit syllabes. Elle a une symétrie fluide (abhang signifie aussi « chant sans brisure »), soutenue par des rimes internes ou finales, et est souvent conçue pour être chantée. Elle émane probablement de la poésie orale populaire.
Le chant abhang, propre au mouvement des Sant (plus ou moins « Saints »), dont fait partie le sampradâya (« courant ») des Varkaris (« pèlerins »), du Maharashtra (région de Bombay) remonte à la plus ancienne poésie hindoue en langue marathe. C'est une sorte de poème mystique - ou de prière - évoquant des légendes pieuses, qui se caractérise par le fait qu’il est chanté presque sans interruption jusqu’à l’envoi, avec un refrain s’intercalant entre les strophes.

## Poètes de l'abhang
Des poètes tels que Jnanadev (également appelé Jnaneshwa) (1275-1296), Namdev (1269-1350), Eknath (1533-1599) et Tukaram (1608-1690), le dernier grand poète bhakti de langue marathi, lui ont donné un statut classique dans la poésie marâthîe. La littérature religieuse en Inde étant exclusivement orale, les abhangs ne furent mis par écrit qu’au XIVe siècle, grâce surtout à la renommée du poète Namdev, dont les poèmes furent chantés pendant le pèlerinage annuel à Pandharpur, où se trouve le temple des Sant. La plupart des poèmes de Tukaram sont composés dans cette forme, et même lorsqu'ils ne le sont pas - exceptionnellement - le terme abhang est couramment utilisé pour désigner sa poésie.

## Poèmes et citations de Jnanadev
La connaissance se développe aussi longtemps que la perplexité l'alimente.
Quand la perplexité cesse, la connaissance s'achève.
La dévotion sans l'amour, le salut sans la dévotion,
Peut-on parler de puissance quand la force manque ?
Comment se rendre propice Dieu en un instant ?
Reste donc tranquille, calme-toi : tu te fatigues en vain !
Qu'on répète le Nom de Hari
Et les liens de l'existence sont brisés dit Jnanadeva.
Tout ce monde n'est que vaine agitation,
Sans le nom de Hari, ce n'est qu'un perpétuel va et vient de naissances en pure perte !
Chasse tout orgueil, débarrasse-toi de toute illusion,
Ne te laisse pas perdre au piège des sens.
Par le chant du Nom, des millions de fautes seront effacées,
Reste donc fermement attaché à Rama Krishna !
Ne t'attache pas aux pèlerinages et aux observances, mais remplis-toi de sentiment,
Fais de Hari l'hôte de la douceur et de la paix.
Le témoignage de Jnanadeva vient de la sagesse de Nivritti